# Махль Ріхард Томасович
Ріхард Томасович Махль (28 серпня 1898, острів Езель Езельського повіту Ліфляндської губернії, тепер повіту Сааремаа, Естонія — 26 червня 1964, місто Таллінн, тепер Естонія) — радянський естонський діяч, директор Таллінського політехнічного інституту. Депутат Верховної ради СРСР 3-го скликання. Кандидат технічних наук (1937), член-кореспондент Академії наук Естонської РСР з Відділення технічних та фізико-математичних наук (з 1954 року).

## Життєпис
Народився в родині наймита. Незабаром разом із родиною переїхав до міста Нарви, де батьки працювали робітниками Кренгольмської мануфактури. У семирічному віці втратив батька. Закінчив початкову фабричну школу, був учнем в аптеці міста Нарви. У 1915 році переїхав до Петрограда, де до 1917 року працював учнем в петроградських аптеках.
Брав участь у громадянській війні в Росії, служив у Всеросійській надзвичайній комісії (ВЧК).
Член РКП(б) з 1919 року.
До жовтня 1920 і в грудні 1921 року — голова Череповецької губернської надзвичайної комісії (ЧК). Був на відповідальній роботі у виконавчому комітеті Череповецької губернської ради.
Потім працював в органах держбезпеки (ВНК—ДПУ) в містах Красноярську, Ново-Миколаївську, П'ятигорську.
З 1923 по 1928 рік — студент Ленінградського політехнічного інституту, здобув спеціальність інженера-хіміка.
У 1928—1930 роках — начальник гірничого цеху Ленінградського заводу «Пролетар».
У 1930—1940 роках — начальник лабораторії Науково-дослідного інституту дорожнього будівництва, начальник лабораторії Науково-технічного керамічного інституту. Займався дослідженням вогнетривких матеріалів і спеціальних мас.
У 1940 році направлений на роботу до Естонської РСР, призначений заступником голови комітету із націоналізації промислових підприємств міста Таллінна. У 1940—1941 роках — директор інституту промислових досліджень у Таллінні.
У 1941—1942 роках — науковий керівник Науково-технічного керамічного інституту в Ленінграді.
У вересні 1942—1944 роках — головний інженер, начальник Алтайського крайового управління промисловості будівельних матеріалів.
У 1944—1948 роках — директор Науково-дослідного проєктного інституту Міністерства сланцехімічної промисловості Естонської РСР.
У 1948—1951 роках — директор Таллінського політехнічного інституту Міністерства вищої освіти СРСР.
Одночасно, в 1950—1952 роках — голова Товариства із поширення політичних і наукових знань Естонської РСР. 
У 1951—1954 роках — заступник голови Ради міністрів Естонської РСР.
У 1954 році — в. о. академіка-секретаря, в 1954—1964 роках — академік-секретар Відділення технічних та фізико-математичних наук Академії наук Естонської РСР
Помер 26 червня 1964 року після тривалої та важкої хвороби в Таллінні. Похований на Лісовому цвинтарі Таллінна.

## Нагороди
- орден Трудового Червоного Прапора
- медаль «За доблесну працю у Великій Вітчизняній війні 1941—1945 рр.»
- медалі
- дві Почесні грамоти Президії Верховної ради Естонської РСР.